# Micropterix paykullella
Micropterix paykullella  es una especie de lepidópteros de la familia Micropterigidae.
Tiene una envergadura de 9 a 13 mm. Los adultos vuelan durante el día, de mayo a junio.

## Distribución geográfica
Se encuentra restringida a la región de los Alpes, por encima de los 2200 metros de altitud. El adulto se alimenta del polen de Helianthemum.